# Patrick Meier
Pour les articles homonymes, voir Meier.
Patrick Meier, né le 15 mars 1976 à Winterthour, est un patineur artistique suisse, septuple champion de Suisse dans les années 1990.

## Biographie

### Carrière sportive
Patrick Meier fait ses premiers pas sur la glace à l'âge de deux ans. A quatre ans, il commence les cours pour enfants du club de patinage sur glace de Winterthour. Il est entraîné par Christina Persico. Il est septuple champion de Suisse (1992, 1994, 1996, 1997, 1998, 1999, 2000).
Il représente son pays à deux mondiaux juniors (1994 à Colorado Springs et 1995 à Budapest), dix championnats européens (1992 à Lausanne, 1994 à Copenhague, 1995 à Dortmund, 1996 à Sofia, 1997 à Paris, 1998 à Milan, 1999 à Prague, 2000 à Vienne, 2002 à Lausanne et 2004 à Budapest), neuf mondiaux seniors (1992 à Oakland, 1995 à Birmingham, 1996 à Edmonton, 1997 à Lausanne, 1998 à Minneapolis, 1999 à Helsinki, 2000 à Nice, 2001 à Vancouver et 2004 à Dortmund) et aux Jeux olympiques d'hiver de 1998 à Nagano.
Patrick Meier est le premier patineur suisse à exécuter un triple Axel en compétition, lors du Mémorial Karl Schäfer de 1995.
Il arrête les compétitions sportives après les championnats nationaux de 2005.

### Reconversion
Patrick Meier étudie le droit à l'Université de Zurich, mais n'exerce jamais la profession d'avocat.
Il préfère s'orienter vers une carrière d'entraîneur au club de patinage sur glace de Winterthour.

## Palmarès
| Compétitions principales            | 1992    | 1993    | 1994    | 1995    | 1996    | 1997    | 1998    | 1999    | 2000    | 2001    | 2002    | 2003    | 2004    | 2005    |
| Jeux olympiques d'hiver             |         |         |         |         |         |         | 22e     |         |         |         |         |         |         |         |
| Championnats du monde               | 34e     |         |         | 39e     | 25e     | 24e     | 20e     | 22e     | 22e     | 16e     |         |         | 31e     |         |
| Championnats d'Europe               | 19e     |         | 25e     | 18e     | 13e     | 17e     | 12e     | 10e     | A       |         | 24e     |         | 20e     |         |
| Championnats de Suisse              | 1er     |         | 1er     |         | 1er     | 1er     | 1er     | 1er     | 1er     | 2e      | F       | 4e      | 2e      | 4e      |
| Championnats du monde juniors       |         |         | 27e     | 18e     |         |         |         |         |         |         |         |         |         |         |
|                                     |         |         |         |         |         |         |         |         |         |         |         |         |         |         |
| Grand Prix ISU                      | 1991/92 | 1992/93 | 1993/94 | 1994/95 | 1995/96 | 1996/97 | 1997/98 | 1998/99 | 1999/00 | 2000/01 | 2001/02 | 2002/03 | 2003/04 | 2004/05 |
| Skate Canada                        |         |         |         |         |         |         |         |         | 8e      |         |         |         |         |         |
| Trophée de France                   |         |         |         |         |         |         |         |         | 9e      | 9e      |         |         |         |         |
| Légende : F = Forfait ; A = Abandon |         |         |         |         |         |         |         |         |         |         |         |         |         |         |